# 西晉冀州行政區劃
西晉冀州州治所在信都縣（今河北省冀州市）。範圍在今河北省中部和南部，山東省西北部黃河以北的大部。

## 郡級行政區
西晉冀州領鉅鹿、趙、安平（後改名長樂）、博陵、中山、河間、勃海、清河、常山、平原、樂陵11郡，後新置章武（265年置）、高陽（265年置）、武邑（289年置，後廢）、中丘（291年以後置）4郡。
趙郡
曹魏舊郡，郡治房人縣（今河北省高邑縣西南），領房子、柏人、中丘、元氏、平棘、高邑6縣。咸寧三年（277年）徙封琅邪王司馬倫為趙王，郡改為趙國，約同時鉅鹿國平鄉、下曲陽、鄡3縣來隸。永寧元年（301年）司馬倫兵敗被困於金墉城，後被賜死，國除為郡，平鄉、下曲陽、鄡3縣移屬鉅鹿國。晉惠帝末年（304年左右）中丘縣移屬中丘郡。西晉末領房子、元氏、平棘、高邑、柏人5縣。
鉅鹿國
曹魏舊郡，泰始元年（265年）封裴秀為鉅鹿郡公。郡治廮陶縣（今河北省寧晉縣西南），領廮陶、鉅鹿、南欒、下曲陽、楊氏、鄡、平鄉7縣。西晉時廢南欒、楊氏2縣。咸寧元年（275年）左右改為鉅鹿國。咸寧三年（277年）以後平鄉、下曲陽、鄡3縣移屬趙國，永寧元年（301年）以後來隸。西晉末領廮陶、鉅鹿、平鄉、下曲陽、鄡5縣。
長樂國
曹魏舊郡，郡治信都縣（今河北省冀州市），領信都、下博、武邑、武遂、觀津、扶柳、經、南宮、堂陽、阜城、廣宗11縣。泰始元年（265年）封晉宗室司馬孚為安平王，郡改為安平國，太康二年（281年）以後廢除封國。西晉時阜城縣移屬勃海郡，廢堂陽、南宮2縣（284年前復縣）。太康五年（284年）封長樂王，郡改為長樂國。太康十年（289年）武邑、武遂、觀津3縣移屬武邑國，元康年間（291-299）復歸，晉末復移屬武邑郡。西晉末領信都、下博、扶柳、廣宗、經、南宮、堂陽7縣。
武邑郡
西晉太康十年（289年）分安平郡置武邑國，晉封南宮縣王司馬承為武邑王，郡治武邑縣（今河北省武邑縣），領武邑、武遂、觀津3縣，元康年間（291-299）廢國併入長樂國。西晉末時復立，領武邑、武遂、觀津、武強4縣。
平原國
曹魏舊郡，郡治平原縣（今山東省平原縣南），領平原、高唐、茌平、博平、聊城、安德、西平昌、般、鬲9縣。泰始元年（265年）封晉宗室司馬幹為平原王，郡改為平原國。
樂陵國
曹魏舊郡，泰始元年（265年）封石苞為樂陵郡公。郡治厭次縣（今山東省陽信縣東南），領厭次、陽信、漯沃、新樂、樂陵5縣。咸寧元年（275年）左右改為樂陵國。
勃海郡
曹魏舊郡，郡治南皮縣（今河北省南皮縣北），領南皮、高城、重合、東光、浮陽、蓨、饒安、廣川、章武9縣。西晉時安平國阜城縣來隸，廣川縣移屬清河郡，章武縣移屬章武國，新置東安陵縣。西晉末領南皮、東光、浮陽、饒安、高城、重合、東安陵、蓨、阜城9縣。
河間郡
曹魏舊郡，郡治樂城縣（今河北省獻縣東南），領樂城、武垣、鄚、易、中水、成平、弓高、東平舒、文安、束州10縣。泰始元年（265年）封晉宗室司馬洪為河間王，郡改為河間國，永嘉元年（307年）以後廢國為郡。晉時東平舒、文安、束州3縣移屬章武郡，廢弓高縣。西晉末領樂城、武垣、鄚、易、中水、成平6縣。
章武國
西晉泰始元年（265年）分河間、勃海2郡置，郡治東平舒縣（今河北省青縣北），領東平舒、文安、束州、章武4縣。咸寧三年（277年）徙封河間王司馬威為章武王，郡改為章武國。
清河國
曹魏舊郡，郡治清河縣（今山東省臨清市東北），領甘陵、貝丘、東武城、鄃、靈、繹幕6縣。晉時廢甘陵縣，置清河、清陽（後廢縣）2縣，後清陽縣廢縣，勃海郡廣川縣來隸。咸寧三年（277年）封晉武帝司馬炎之子司馬遐為清河王，郡改為清河國。永康元年（300年），廣川縣移屬廣川國。西晉末領清河、東武城、繹幕、貝丘、靈、鄃6縣。
博陵郡
曹魏舊郡，郡治安平縣（今河北省安平縣），領博陵、安平、饒陽、南深澤、安國、高陽、蠡吾7縣。泰始二年（266年）高陽、博陵、蠡吾3縣移屬高陽國。西晉末領安平、饒陽、南深澤、安國4縣。
高陽國
西晉泰始元年（265年）封晉宗室司馬珪為高陽王，分涿、博陵2郡置高陽國。郡治博陸縣（今河北省蠡縣北），領博陸、高陽、蠡吾、北新城4縣。
中山郡
曹魏舊郡，泰始元年（265年）封晉宗室司馬睦為中山王，置中山國。郡治盧奴縣（今河北省定州市），領盧奴、北平、新市、望都、唐、蒲陰、安喜、魏昌、毋極、上曲陽10縣。西晉時上曲陽移屬常山國，廢無極縣。元康元年（291年）中山王司馬緝兵敗被殺，無子國除為郡。西晉末領盧奴、魏昌、新市、安喜、蒲陰、望都、唐、北平8縣。
常山國
曹魏舊郡，泰始元年（265年）封晉宗室司馬衡為常山王，置常山國。郡治真定縣（今河北省石家莊市），領真定、井陘、蒲吾、南行唐、靈壽、九門、石邑7縣。晉時中山國上曲陽縣來隸。西晉末領真定、石邑、井陘、蒲吾、南行唐、靈壽、九門、上曲陽8縣。
中丘國
永康元年（300年）左右分清河郡置廣川國，封清河王司馬遐的第四子司馬端為廣川王。郡治廣川縣（今河北省棗強縣東北），領廣川、棗強、索盧3縣。永嘉元年（307年）徙封司馬端為豫章王，國廢為郡。
中丘郡
晉惠帝末年（304年以後）分趙國置中丘國，作為中丘王司馬鑠的封地，治中丘縣（今河北省內丘縣），領中丘等縣。

## 縣級行政區
| 冀州（州治：信都縣）                                                               |          |          |                          | |                                                 |
| 說明：本表為西晉時期冀州各郡所轄的縣份；以深灰色表示者，為曾經建置，後來廢除的縣份 |          |          |                          | |                                                 |
| 郡名 （縣數）                                                                      | 郡治     | 縣名     | 今地位置(2012年12月)     | 隸屬郡國                                                                                             | 備注                                            |
| 趙郡 （5）                                                                         | 房子縣   | 房子縣   | 今河北省高邑縣西南       | 趙郡(265-316，趙國277-301)                                                                           |                                                 |
| 趙郡 （5）                                                                         | 房子縣   | 元氏縣   | 今河北省元氏縣西北       | 趙郡(265-316，趙國277-301)                                                                           |                                                 |
| 趙郡 （5）                                                                         | 房子縣   | 平棘縣   | 今河北省趙縣             | 趙郡(265-316，趙國277-301)                                                                           |                                                 |
| 趙郡 （5）                                                                         | 房子縣   | 高邑縣   | 今河北省高邑縣東         | 趙郡(265-316，趙國277-301)                                                                           |                                                 |
| 趙郡 （5）                                                                         | 房子縣   | 柏人縣   | 今河北省內丘縣東北       | 趙郡(265-316，趙國277-301)                                                                           |                                                 |
| 鉅鹿國 （5）                                                                       | 廮陶縣   | 廮陶縣   | 今河北省寧晉縣西南       | 鉅鹿國(265-316，鉅鹿郡265-275)                                                                       |                                                 |
| 鉅鹿國 （5）                                                                       | 廮陶縣   | 鉅鹿縣   | 今河北省平鄉縣西南       | 鉅鹿國(265-316，鉅鹿郡265-275)                                                                       |                                                 |
| 鉅鹿國 （5）                                                                       | 廮陶縣   | 平鄉縣   | 今河北省平鄉縣西南       | 鉅鹿國(265-277?，鉅鹿郡265-275)→趙國(277?-301)→鉅鹿國(301-316)                                       |                                                 |
| 鉅鹿國 （5）                                                                       | 廮陶縣   | 下曲陽縣 | 今河北省晉州市西         | 鉅鹿國(265-277?，鉅鹿郡265-275)→趙國(277?-301)→鉅鹿國(301-316)                                       |                                                 |
| 鉅鹿國 （5）                                                                       | 廮陶縣   | 鄡縣     | 今河北省晉州市東         | 鉅鹿國(265-277?，鉅鹿郡265-275)→趙國(277?-301)→鉅鹿國(301-316)                                       |                                                 |
| 鉅鹿國 （5）                                                                       | 廮陶縣   | 南欒縣   | 今河北省巨鹿縣北         | 鉅鹿郡(265-？)                                                                                       | 晉時廢縣。                                      |
| 鉅鹿國 （5）                                                                       | 廮陶縣   | 楊氏縣   | 今河北省寧晉縣           | 鉅鹿郡(265-？)                                                                                       | 晉時廢縣。                                      |
| 長樂國 （7）                                                                       | 信都縣   | 信都縣   | 今河北省冀州市           | 長樂國(265-316，安平郡265、281-284，安平國266-281)                                                   |                                                 |
| 長樂國 （7）                                                                       | 信都縣   | 下博縣   | 今河北省武強縣西南       | 長樂國(265-316，安平郡265、281-284，安平國266-281)                                                   |                                                 |
| 長樂國 （7）                                                                       | 信都縣   | 扶柳縣   | 今河北省冀州市西北       | 長樂國(265-316，安平郡265、281-284，安平國266-281)                                                   |                                                 |
| 長樂國 （7）                                                                       | 信都縣   | 經縣     | 今河北省廣宗縣東北       | 長樂國(265-316，安平郡265、281-284，安平國266-281)                                                   |                                                 |
| 長樂國 （7）                                                                       | 信都縣   | 廣宗縣   | 今河北省廣宗縣東南       | 長樂國(265-316，安平郡265、281-284，安平國266-281)                                                   |                                                 |
| 長樂國 （7）                                                                       | 信都縣   | 南宮縣   | 今河北省南宮縣西北       | 安平國(265-266?，安平郡266)→(廢縣)→長樂國(284?-316)                                                  | 西晉初廢縣，太康五年（284年）以後復縣。         |
| 長樂國 （7）                                                                       | 信都縣   | 堂陽縣   | 今河北省新河縣北         | 安平國(265-266?，安平郡266)→(廢縣)→長樂國(284?-316)                                                  | 西晉初廢縣，太康五年（284年）以後復縣。         |
| 武邑郡 （4）                                                                       | 武邑縣   | 武邑縣   | 今河北省武邑縣           | 長樂國(265-289，安平郡265、281-284，安平國266-281)→武邑國(289-298前)→長樂國(299後-？)→武邑郡(？-316) |                                                 |
| 武邑郡 （4）                                                                       | 武邑縣   | 武遂縣   | 今河北省武強縣北         | 長樂國(265-289，安平郡265、281-284，安平國266-281)→武邑國(289-298前)→長樂國(299後-？)→武邑郡(？-316) |                                                 |
| 武邑郡 （4）                                                                       | 武邑縣   | 觀津縣   | 今河北省阜城縣西南       | 長樂國(265-289，安平郡265、281-284，安平國266-281)→武邑國(289-298前)→長樂國(299後-？)→武邑郡(？-316) |                                                 |
| 武邑郡 （4）                                                                       | 武邑縣   | 武強縣   | 今河北省武強縣東北       | 武邑郡(？-316)                                                                                       | 西晉末年分武隧縣置縣。                          |
| 平原國 （9）                                                                       | 平原縣   | 平原縣   | 今山東省平原縣南         | 平原國(265-316，平原郡265)                                                                           |                                                 |
| 平原國 （9）                                                                       | 平原縣   | 高唐縣   | 今山東省高唐縣東         | 平原國(265-316，平原郡265)                                                                           |                                                 |
| 平原國 （9）                                                                       | 平原縣   | 茌平縣   | 今山東省茌平縣西南       | 平原國(265-316，平原郡265)                                                                           |                                                 |
| 平原國 （9）                                                                       | 平原縣   | 博平縣   | 今山東省陽穀縣東北阿城鎮 | 平原國(265-316，平原郡265)                                                                           |                                                 |
| 平原國 （9）                                                                       | 平原縣   | 聊城縣   | 今山東省聊城市西北       | 平原國(265-316，平原郡265)                                                                           |                                                 |
| 平原國 （9）                                                                       | 平原縣   | 安德縣   | 今山東省陵縣北           | 平原國(265-316，平原郡265)                                                                           |                                                 |
| 平原國 （9）                                                                       | 平原縣   | 西平昌縣 | 今山東省商河縣西北       | 平原國(265-316，平原郡265)                                                                           |                                                 |
| 平原國 （9）                                                                       | 平原縣   | 般縣     | 今山東省商河縣北         | 平原國(265-316，平原郡265)                                                                           |                                                 |
| 平原國 （9）                                                                       | 平原縣   | 鬲縣     | 今山東省德州市北         | 平原國(265-316，平原郡265)                                                                           |                                                 |
| 樂陵國 （5）                                                                       | 厭次縣   | 厭次縣   | 今山東省陽信縣東南       | 樂陵國(265-316，樂陵郡265-275)                                                                       |                                                 |
| 樂陵國 （5）                                                                       | 厭次縣   | 陽信縣   | 今山東省無棣縣北         | 樂陵國(265-316，樂陵郡265-275)                                                                       |                                                 |
| 樂陵國 （5）                                                                       | 厭次縣   | 漯沃縣   | 今山東省利津縣西         | 樂陵國(265-316，樂陵郡265-275)                                                                       |                                                 |
| 樂陵國 （5）                                                                       | 厭次縣   | 新樂縣   | 今河北省南皮縣東南       | 樂陵國(265-316，樂陵郡265-275)                                                                       |                                                 |
| 樂陵國 （5）                                                                       | 厭次縣   | 樂陵縣   | 今山東省樂陵市南         | 樂陵國(265-316，樂陵郡265-275)                                                                       |                                                 |
| 勃海郡 （9）                                                                       | 南皮縣   | 南皮縣   | 今河北省南皮縣北         | 勃海郡(265-316)                                                                                      |                                                 |
| 勃海郡 （9）                                                                       | 南皮縣   | 東光縣   | 今河北省南皮縣南         | 勃海郡(265-316)                                                                                      |                                                 |
| 勃海郡 （9）                                                                       | 南皮縣   | 浮陽縣   | 今河北省滄州市東南       | 勃海郡(265-316)                                                                                      |                                                 |
| 勃海郡 （9）                                                                       | 南皮縣   | 饒安縣   | 今山東省樂陵縣西北       | 勃海郡(265-316)                                                                                      |                                                 |
| 勃海郡 （9）                                                                       | 南皮縣   | 高城縣   | 今河北省鹽山縣東南       | 勃海郡(265-316)                                                                                      |                                                 |
| 勃海郡 （9）                                                                       | 南皮縣   | 重合縣   | 今山東省樂陵縣西         | 勃海郡(265-316)                                                                                      |                                                 |
| 勃海郡 （9）                                                                       | 南皮縣   | 蓨縣     | 今河北省景縣             | 勃海郡(265-316)                                                                                      |                                                 |
| 勃海郡 （9）                                                                       | 南皮縣   | 阜城縣   | 今河北省阜城縣東         | 安平國(265-？，安平郡265)→勃海郡(？-316)                                                             |                                                 |
| 勃海郡 （9）                                                                       | 南皮縣   | 東安陵縣 | 今河北省吳橋縣           | 勃海郡(？-316)                                                                                       | 晉時分蓨縣置縣。                                |
| 河間郡 （6）                                                                       | 樂城縣   | 樂城縣   | 今河北省獻縣東南         | 河間郡(265-316，河間國266-306)                                                                       |                                                 |
| 河間郡 （6）                                                                       | 樂城縣   | 武垣縣   | 今河北省河間市北         | 河間郡(265-316，河間國266-306)                                                                       |                                                 |
| 河間郡 （6）                                                                       | 樂城縣   | 鄚縣     | 今河北省雄縣南           | 河間郡(265-316，河間國266-306)                                                                       |                                                 |
| 河間郡 （6）                                                                       | 樂城縣   | 易縣     | 今河北省雄縣             | 河間郡(265-316，河間國266-306)                                                                       |                                                 |
| 河間郡 （6）                                                                       | 樂城縣   | 中水縣   | 今河北省獻縣西北         | 河間郡(265-316，河間國266-306)                                                                       |                                                 |
| 河間郡 （6）                                                                       | 樂城縣   | 成平縣   | 今河北省南皮縣西北       | 河間郡(265-316，河間國266-306)                                                                       |                                                 |
| 河間郡 （6）                                                                       | 樂城縣   | 弓高縣   | 今河北省阜城縣南         | 河間郡(265-266?)                                                                                     | 晉時廢縣。                                      |
| 章武國 （4）                                                                       | 東平舒縣 | 東平舒縣 | 今河北省青縣北           | 河間郡(265)→章武國(266-316，章武郡266-277)                                                           |                                                 |
| 章武國 （4）                                                                       | 東平舒縣 | 文安縣   | 今河北省文安縣           | 河間郡(265)→章武國(266-316，章武郡266-277)                                                           |                                                 |
| 章武國 （4）                                                                       | 東平舒縣 | 束州縣   | 今河北省河間市東         | 河間郡(265)→章武國(266-316，章武郡266-277)                                                           |                                                 |
| 章武國 （4）                                                                       | 東平舒縣 | 章武縣   | 今河北省青縣東           | 勃海郡(265)→章武國(266-316，章武郡266-277)                                                           |                                                 |
| 清河國 （6）                                                                       | 清河縣   | 清河縣   | 今山東省臨清市東南       | 清河國(265-316，清河郡265-277)                                                                       | 西晉初分甘陵縣置縣。                            |
| 清河國 （6）                                                                       | 清河縣   | 武城縣   | 今河北省故城縣西南       | 清河國(265-316，清河郡265-277)                                                                       | 曹魏為東武城縣，太康年間（280-289）去「東」字。 |
| 清河國 （6）                                                                       | 清河縣   | 繹幕縣   | 今山東省平原縣西北       | 清河國(265-316，清河郡265-277)                                                                       |                                                 |
| 清河國 （6）                                                                       | 清河縣   | 貝丘縣   | 今山東省臨清市東南       | 清河國(265-316，清河郡265-277)                                                                       |                                                 |
| 清河國 （6）                                                                       | 清河縣   | 靈縣     | 今山東省高唐縣北         | 清河國(265-316，清河郡265-277)                                                                       |                                                 |
| 清河國 （6）                                                                       | 清河縣   | 鄃縣     | 今山東省高唐縣東北       | 清河國(265-316，清河郡265-277)                                                                       |                                                 |
| 清河國 （6）                                                                       | 清河縣   | 甘陵縣   | 今山東省臨清市東北       | 清河郡(265-266?)                                                                                     | 西晉初廢縣。                                    |
| 清河國 （6）                                                                       | 清河縣   | 清陽縣   | 今河北省清河縣東南       | 清河郡(265-？)                                                                                       | 西晉初分甘陵縣置縣，後來廢縣。                  |
| 博陵郡 （4）                                                                       | 安平縣   | 安平縣   | 今河北省安平縣           | 博陵郡(265-316)                                                                                      |                                                 |
| 博陵郡 （4）                                                                       | 安平縣   | 饒陽縣   | 今河北省饒河縣東北       | 博陵郡(265-316)                                                                                      |                                                 |
| 博陵郡 （4）                                                                       | 安平縣   | 南深澤縣 | 今河北省安平縣西         | 博陵郡(265-316)                                                                                      |                                                 |
| 博陵郡 （4）                                                                       | 安平縣   | 安國縣   | 今河北省安國市東南       | 博陵郡(265-316)                                                                                      |                                                 |
| 高陽國 （4）                                                                       | 博陸縣   | 博陸縣   | 今河北省蠡縣北           | 博陵郡(265)→高陽國(266-316)                                                                          | 曹魏為博陵縣，晉時改名。                        |
| 高陽國 （4）                                                                       | 博陸縣   | 高陽縣   | 今河北省高陽縣東         | 博陵郡(265)→高陽國(266-316)                                                                          |                                                 |
| 高陽國 （4）                                                                       | 博陸縣   | 蠡吾縣   | 今河北省博野縣           | 博陵郡(265)→高陽國(266-316)                                                                          |                                                 |
| 高陽國 （4）                                                                       | 博陸縣   | 北新城縣 | 今河北省徐水縣西南       | 涿郡(265)→高陽國(266-316)                                                                            |                                                 |
| 中山郡 （8）                                                                       | 盧奴縣   | 盧奴縣   | 今河北省定州市           | 中山郡(265-316，中山國265-291)                                                                       |                                                 |
| 中山郡 （8）                                                                       | 盧奴縣   | 魏昌縣   | 今河北省深澤縣西北       | 中山郡(265-316，中山國265-291)                                                                       |                                                 |
| 中山郡 （8）                                                                       | 盧奴縣   | 新市縣   | 今河北省新樂市北         | 中山郡(265-316，中山國265-291)                                                                       |                                                 |
| 中山郡 （8）                                                                       | 盧奴縣   | 安喜縣   | 今河北省安國市西北       | 中山郡(265-316，中山國265-291)                                                                       |                                                 |
| 中山郡 （8）                                                                       | 盧奴縣   | 蒲陰縣   | 今河北省順平縣東         | 中山郡(265-316，中山國265-291)                                                                       |                                                 |
| 中山郡 （8）                                                                       | 盧奴縣   | 望都縣   | 今河北省望都縣           | 中山郡(265-316，中山國265-291)                                                                       |                                                 |
| 中山郡 （8）                                                                       | 盧奴縣   | 唐縣     | 今河北省順平縣西北       | 中山郡(265-316，中山國265-291)                                                                       |                                                 |
| 中山郡 （8）                                                                       | 盧奴縣   | 北平縣   | 今河北省滿城縣北         | 中山郡(265-316，中山國265-291)                                                                       |                                                 |
| 中山郡 （8）                                                                       | 盧奴縣   | 無極縣   | 今河北省無極縣西         | 中山國(265-266?)                                                                                     | 晉時廢縣。                                      |
| 常山國 （8）                                                                       | 真定縣   | 真定縣   | 今河北省石家莊市         | 常山國(265-316，常山郡265)                                                                           |                                                 |
| 常山國 （8）                                                                       | 真定縣   | 井陘縣   | 今河北省井陘縣北         | 常山國(265-316，常山郡265)                                                                           |                                                 |
| 常山國 （8）                                                                       | 真定縣   | 蒲吾縣   | 今河北省石家莊市西北     | 常山國(265-316，常山郡265)                                                                           |                                                 |
| 常山國 （8）                                                                       | 真定縣   | 南行唐縣 | 今河北省行唐縣北         | 常山國(265-316，常山郡265)                                                                           |                                                 |
| 常山國 （8）                                                                       | 真定縣   | 靈壽縣   | 今河北省靈壽縣           | 常山國(265-316，常山郡265)                                                                           |                                                 |
| 常山國 （8）                                                                       | 真定縣   | 九門縣   | 今河北省正定縣東         | 常山國(265-316，常山郡265)                                                                           |                                                 |
| 常山國 （8）                                                                       | 真定縣   | 石邑縣   | 今河北省石家莊市西南     | 常山國(265-316，常山郡265)                                                                           |                                                 |
| 常山國 （8）                                                                       | 真定縣   | 上曲陽縣 | 今河北省曲陽縣西         | 中山國(265-？)→常山國(？-316)                                                                        |                                                 |
| 廣川郡 （3）                                                                       | 廣川縣   | 廣川縣   | 今河北省棗強縣東北       | 勃海郡(265-？)→清河國(？-300?)→廣川郡(300?-316，廣川國300?-307)                                      |                                                 |
| 廣川郡 （3）                                                                       | 廣川縣   | 棗強縣   | 今河北省棗強縣東南       | 廣川郡(300?-316，廣川國300?-307)                                                                     | 永康元年（300年）左右置縣。                     |
| 廣川郡 （3）                                                                       | 廣川縣   | 索盧縣   | 今河北省棗強縣東         | 廣川郡(300?-316，廣川國300?-307)                                                                     | 永康元年（300年）左右置縣。                     |
| 中丘郡 （？）                                                                      | 中丘縣   | 中丘縣   | 今河北省內丘縣           | 趙郡(265-304?，趙國277-301)→中丘國(304?-316)                                                         |                                                 |

## 出處
1. ↑  《魏書》卷106上〈地形志上〉：「冀州後漢治高邑，袁紹、曹操為冀州，治鄴，魏、晉治信都。」；《太平寰宇記》卷63〈河北道·冀州〉：「魏黃初中，冀州刺史自鄴徙理信都。」
2. ↑  《晉書》卷3〈武帝紀〉：「〔泰始元年〕以……尚書令裴秀為巨鹿公。」
3. 1 2  《晉書》卷3〈武帝紀〉：「〔咸寧元年八月〕以故太傅鄭沖、太尉荀顗、司徒石苞、司空裴秀、驃騎將軍王沈、安平獻王孚等及太保何曾、司空賈充、太尉陳騫、中書監荀勖、平南將軍羊祜、齊王攸等皆列於銘饗。」卷35〈武帝紀〉「咸寧初，與石苞等並為王公，配享廟庭。」
4. ↑  《晉書》卷3〈武帝紀〉：「〔泰始元年〕封皇叔祖父孚為安平王。」；卷37〈安平獻王孚傳〉：「〔孚子〕邕字子魁。初為世子，拜步兵校尉、侍中。先孚卒，追贈輔國將軍，諡曰貞。邕子崇為世孫，又早夭。泰始九年，立崇弟平陽亭侯隆為安平王。立四年，咸寧二年薨，諡曰穆，無子，國絕。」
5. ↑  《晉書》卷3〈武帝紀〉：「〔太康五年〕二月丙寅，立南宮王子玷為長樂王。」；《水經注》卷5〈河水注〉：「長樂，故信都也，晉太康五年，改從今名。」
6. 1 2  《太平寰宇記》卷63〈河北道·冀州〉：「晉泰始元年，封皇叔祖孚為安平王；太康五年，又改為長樂國，立孚曾孫佑為王；十年，割武遂、武邑、觀津三縣為武邑國，以封南宮王承為武邑王。惠帝時，承薨無後，省還長樂。」
7. ↑  《晉書》卷3〈武帝紀〉：「〔太康十年〕冬十月壬子，徙南宮王承為武邑王。」；卷63〈安平獻王孚傳〉：「〔孚子〕邕字子魁。初為世子，拜步兵校尉、侍中。先孚卒，追贈輔國將軍，諡曰貞。邕子崇為世孫，又早夭。泰始九年，立崇弟平陽亭侯隆為安平王。立四年，咸寧二年薨，諡曰穆，無子，國絕。」
8. ↑  《晉書》卷3〈武帝紀〉：「〔泰始元年〕皇叔父幹為平原王。」
9. ↑  《晉書》卷3〈武帝紀〉：「〔泰始元年〕以驃騎將軍石苞為大司馬，封樂陵公」
10. 1 2  《宋書》卷36〈州郡志一·廣川太守〉：「廣川縣，前漢屬信都，後漢屬清河，魏屬勃海，晉還清河。」
11. 1 2 3 4  《太平寰宇記》卷58〈河北道七〉：「清河縣。秦為厝縣。漢為信成縣，屬清河郡。後漢桓帝改為甘陵縣。……後漢安帝改名甘陵，仍為甘陵國都；後國除，復為縣。晉省，於厝城西南七里置清河縣。　清陽縣。漢縣，屬清河郡，後漢併入甘陵。西晉省甘陵，於此置清河縣，理置清陽縣，復漢名。」
12. ↑  《輿地廣記》卷11〈河北西路·真定府真定縣〉：「真定縣……東漢併入常山，魏、晉為郡治。」
13. 1 2  《晉書》卷37〈太原成王輔傳〉：「端初封廣川王，銓之為皇太子也，轉封豫章〔王〕。」
14. 1 2  《魏書》卷106上〈地形志上〉：「棗強，前漢屬清河，後漢罷，晉復，屬廣川。」
15. ↑  《魏書》卷106上〈地形志上〉：「索盧，晉屬廣川。」
16. ↑  《元和郡縣圖志》卷15〈河東道·邢州內丘縣〉：「在漢為中丘縣，屬常山郡。晉於此立中丘郡。」；《太平寰宇記》卷59〈河北道·邢州內丘縣〉：「《趙記》云：晉於此立中丘郡。」；《晉書》卷37〈太原成王輔傳〉：「子弘立，元康中為散騎常侍，後徙封中丘王。三年薨，子鑠立。」[註 3]
17. ↑  《魏書》卷106上〈地形志上〉：「南欒，二漢屬鉅鹿，晉罷。」；《太平寰宇記》卷59〈河北道·邢州〉：「任縣……本漢張縣地。後漢省張縣，則為巨鹿郡之南欒縣地。晉省南欒，又為廣平郡之任縣地」
18. ↑  《太平寰宇記》卷60〈河北道·冀州〉：「漢楊氏縣，屬巨鹿郡……晉省。」
19. ↑  《輿地廣記》卷10〈河北東路·冀州南宮縣〉：「南宮縣……後漢屬廣平國，晉省之，後復置。」
20. ↑  《輿地廣記》卷10〈河北東路·冀州南宮縣〉：「堂陽鎮本漢堂陽縣……後漢屬廣平國，晉省之，後復置。」
21. ↑  《元和郡縣圖志》卷17〈河北道二〉：「武強縣，本漢武隧縣地也，屬河間國。晉於此置武強縣，屬武邑郡。」
22. ↑  《魏書》卷106上〈地形志上〉：「安陵，晉置，屬。」《元和郡縣圖志》卷17〈河北道二〉：「安陵縣，本漢蓚縣地，晉立安陵縣，屬渤海郡，本蓚縣之安陵，故以為名。」；《太平寰宇記》卷64〈河北道·德州安陵縣〉：「本漢蓚縣地，屬渤海郡。漢立安縣，《舊地理書》但云：『蓚縣並失，安縣理所。』今縣東七里，晉所置東安陵縣城，即漢安縣舊理也。後魏省東字。」
23. ↑  《太平寰宇記》卷63〈河北道·冀州阜城縣〉：「弓高城……晉省縣。」
24. ↑  《太平寰宇記》卷58〈河北道七〉：「《漢書·地理志》：『東武城縣，屬清河郡。』晉太康年去東字。」
25. ↑  《輿地廣記》卷11〈河北西路·中山府無極縣〉：「無極縣，二漢為毋極，屬中山國，晉省之。」
26. ↑  《魏書》卷106上〈地形志上〉：「索盧，晉屬廣川。」

### 書籍
- 吳增僅，《三國郡縣表》，上海：開明書局，1937
- 李錫甫，《漢晉城陽郡沿革考》，國立編譯館館刊第6卷第一期，1977
- 劉琳，《華陽國志校注》，成都：巴蜀書社，1984
- 李曉杰，《東漢政區地理》，北京：人民出版社，1987
- 胡阿祥，《六朝疆域與政區研究》（增訂本），北京：學苑出版社，2005
- 錢儀吉、楊晨，《三國會要》，上海：上海古籍出版社，2006
- 陳健梅，《孫吳政區地理研究》，長沙：岳麓書社，2007
- 孔祥軍，《三國政區地理研究》，南京：南京大學歷史系，2007
- 任乃強，《華陽國志校補圖注》，上海：上海古籍出版社，2009
- 孔祥軍，《晉書地理志校注》，北京：新世界出版社，2012
- 胡阿祥、孔祥軍、徐成合著，《中國行政區劃通史·三國兩晉南朝卷》，上海：復旦大學出版社，2014
- 范曄，《後漢書》，維基文庫
- 房玄齡，《晉書》，維基文庫
- 沈約，《宋書》，維基文庫
- 魏收，《魏書》，維基文庫
- 李吉甫，《元和郡縣圖志》，維基文庫
- 樂史，《太平寰宇記》，維基文庫
- 歐陽忞，《輿地廣記》，維基文庫
- 酈道元，《水經注》，維基文庫